# Davidius yuanbaensis
Davidius yuanbaensis är en trollsländeart som beskrevs av Zhu, Yan och Li 1988. Davidius yuanbaensis ingår i släktet Davidius och familjen flodtrollsländor. IUCN kategoriserar arten globalt som otillräckligt studerad. Inga underarter finns listade i Catalogue of Life.